# Dragoljub Minić
Dragoljub Minić (Podgorica, 5. travnja 1936. – Novi Sad, 5. travnja 2005.), hrvatski šahovski velemajstor. Međunarodni majstor od 1964. godine. Počasni velemajstor od 1991. godine.
Sudionik više prvenstava Jugoslavije, na kojima je najbolje rezultate postigao 1962. godine kad je dijelio 1. i 2. mjesto s Aleksandrom Matanovićem te 1976. godine kad je podijelio 3. i 4. mjesto. Sudionik međuzonskog turnira u Palma de Mallorci 1970. godine, na kojem je završio na diobi 15. i 16. mjesta.
Najbolji rezultati na drugim međunarodnim natjecanjima: Rovinj – Zagreb (1970.) – dioba 7. i 8. mjesta, 1971. – dioba 1. i 2. mjesta; Vinkovci 1974. – 1. mjesto.
Sudionik šahovskih olimpijada gdje je igrao za Jugoslaviju. 1962. i 1970. godine. 1962. je osvojio 6,5 od 8 bodova te je Jugoslavija osvojila ukupno drugo mjesto iza SSSR-a. 1970. bio je 19. s 8 i pol bodova od 10 mogućih, po čemu je bio 1. na drugoj pričuvnoj ploči. Jugoslavija je na toj olimpijadi bila treća iza SSSR-a i Mađarske. Sudionik europskih momčadskih prvenstava 1961., 1965., 1970. i 1973. godine. 1973. bio je Elo rankinga 2475.

## Vanjske poveznice
- (engl.) Minićeve partije na chessgames.com
- (engl.) Minić na 365chess